# Падіння (роман)
Падіння (фр. La Chute) — філософський роман Альбера Камю. Вперше опублікований у 1956 році, це його останній повний художній твір. Дія роману «Падіння» відбувається в Амстердамі і складається з серії драматичних монологів самопроголошеного «судді-грішника» Жана-Батіста Кламанса, який роздумує над своїм життям перед незнайомцем. У цій схожій на сповідь розповіді Кламенс розповідає про свій успіх як заможного паризького адвоката, якого дуже поважали колеги. Його криза і остаточне «падіння» від благодаті мали на меті нагадати, кажучи сучасною мовою, про гріхопадіння людини з Едемського саду. У «Падінні» досліджуються теми невинності, ув'язнення, небуття та істини. У панегірику Альберу Камю філософ-екзистенціаліст Жан-Поль Сартр назвав цей роман «можливо, найкрасивішою і найменш зрозумілою» з книг Камю

## Місце подій

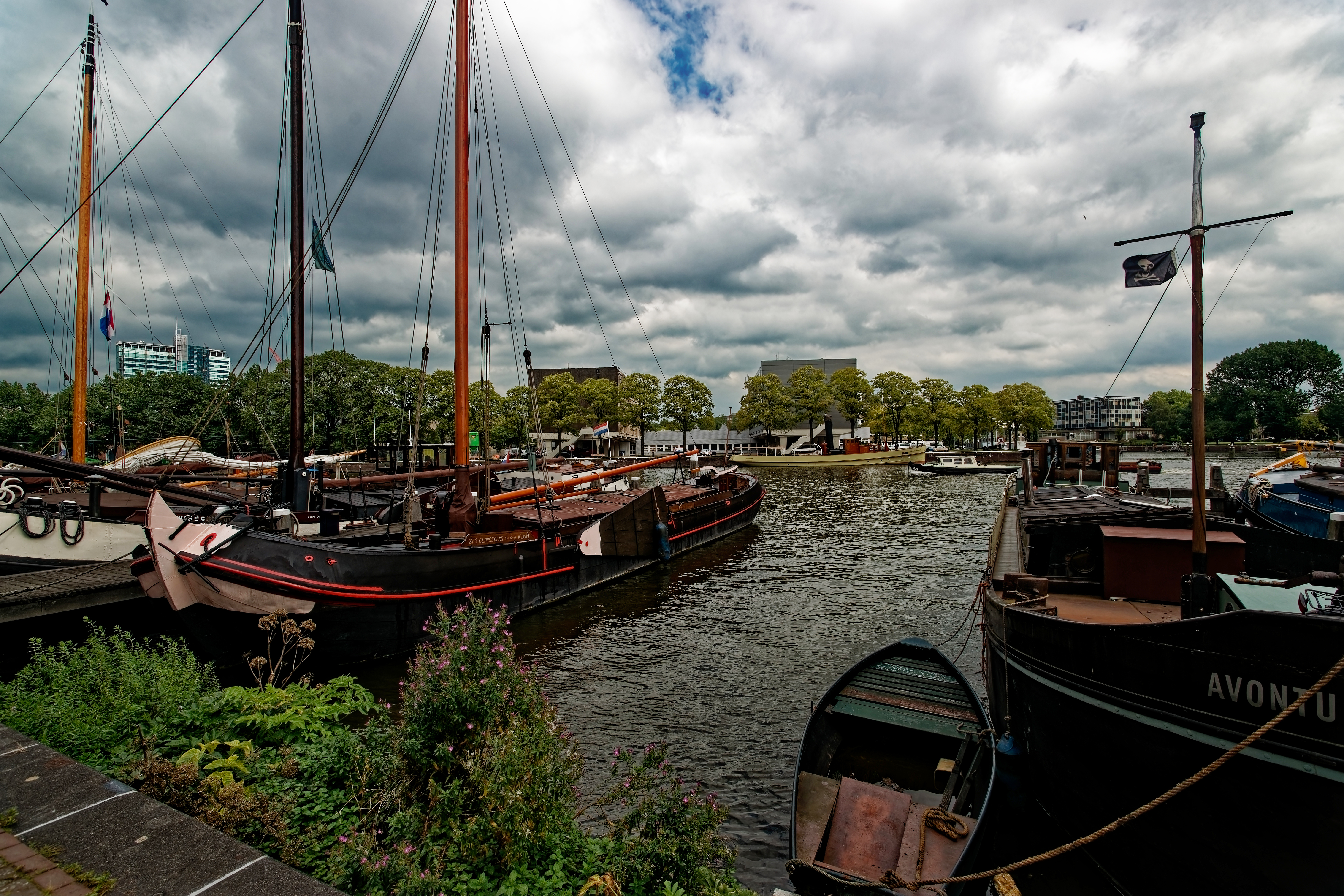
Амстердам

Кламенс часто говорить про свою любов до високих, відкритих місць — від гірських вершин до верхніх палуб човнів. «Я ніколи не відчував себе комфортно, — пояснює він, — окрім як у високому оточенні. Навіть у деталях повсякденного життя мені потрібно відчувати себе вище». Тож парадоксально, що Кламенс веде свого друга подалі від людських симетрій мальовничого міста, щоб посидіти на рівному морському просторі. Розташування Амстердама, як міста, що знаходиться нижче рівня моря, набуває особливого значення по відношенню до оповідача. Більше того, Амстердам загалом описується в «Падінні» як холодне, вологе місце, де над переповненими, освітленими неоновим світлом вулицями постійно висить густа ковдра туману. Окрім атмосфери (яку можна створити майже в будь-якому іншому місці), Камю обрав це місто ще й з іншої, більш своєрідної причини. На перших сторінках Кламанс недбало зауважує:
Ви помічали, що концентричні канали Амстердама нагадують кола пекла? Пекло середнього класу, звісно, населене поганими снами. Коли дивишся ззовні, поступово проходячи ці кола, життя — а отже, і злочини — стають щільнішими, темнішими. Ось, ми в останньому колі. (Камю, 23)
"Останнє коло пекла" — це амстердамський квартал червоних ліхтарів і місце розташування бару «Мехіко Сіті», який Кламенс відвідує щовечора, і де поступово розгортається основна частина його оповіді. (Бар «Мехіко Сіті» справді існував в Амстердамі.) Таким чином, місце дії буквально і метафорично ілюструє падіння Кламенса з висот паризького суспільства вищого класу до темного, похмурого, дантесівського підземного світу Амстердама, де змучені душі безцільно блукають одна поміж одною. Щоправда, критики довго досліджували паралелі між падінням Кламенса і падінням Данте через пекло в Інферно.
Важливо також, особливо в контексті розвитку філософських ідей Камю, що дія відбувається на тлі Другої світової війни та Голокосту. Кламенс розповідає, що живе неподалік від Мехіко Сіті, в колишньому єврейському кварталі, «поки наші гітлерівські брати не розселили його…». Я живу на місці одного з найбільших злочинів в історії" (Камю, 281). Назва бару також нагадує про знищення цивілізації ацтеків, чия зруйнована столиця була замінена сучасним Мехіко Сіті.
Поміж іншим, «Падіння» — це спроба пояснити, як людство могло бути здатним на таке зло.

## Короткий зміст

### Життя в Парижі
Роман починається з того, що Кламенс сидить у барі «Мехіко Сіті» і невимушено розмовляє з незнайомцем (потенційно призначеним для читача) про те, як правильно замовити напій, адже тут, незважаючи на космополітичну природу Амстердама, бармен відмовляється відповідати на щось інше, окрім голландської мови. Таким чином, Кламенс виступає в ролі перекладача, і вони з незнайомцем, з'ясувавши, що є співвітчизниками, які, до того ж, обидва родом з Парижа, починають обговорювати більш суттєві речі.
Кламенс розповідає, що він жив майже ідеальним життям у Парижі, будучи дуже успішним і шанованим адвокатом. Переважна більшість його роботи була зосереджена на справах «вдів і сиріт», тобто бідних і безправних людей, які інакше не змогли б забезпечити собі належний захист у суді. Він також розповідає анекдоти про те, як йому завжди подобалося доброзичливо підказувати дорогу незнайомцям на вулицях, поступатися місцем в автобусі, давати милостиню бідним і, перш за все, допомагати сліпим переходити вулицю. Коротше кажучи, Кламенс уявляв себе людиною, яка живе виключно заради інших і «досягає більшого, ніж вульгарна амбітна людина, і піднімається до тієї найвищої вершини, де чеснота є власною винагородою» (Камю, 288).
Однак одного разу пізно ввечері, переходячи через Королівський міст, повертаючись додому від своєї «коханки», Кламенс натрапляє на жінку в чорному, яка перехилилася через край мосту. Він на мить завагався, вважаючи це видовище дивним в таку годину і на тлі безлюдних вулиць, але все ж таки продовжив свій шлях. Він пройшов лише невелику відстань, коли почув виразний звук падіння тіла у воду. Кламенс зупиняється, точно знаючи, що сталося, але нічого не робить — фактично, він навіть не обертається. Звук крику був повторився кілька разів, коли вона спускалася вниз за течією, а потім раптово припинився. Тиша, що настала після цього, коли ніч раптово завмерла, здавалася нескінченною. Мені хотілося бігти, але я не зрушила з місця ні на дюйм. Я тремтів, гадаю, від холоду і шоку. Я казав собі, що мушу бігти швидко, і відчував, як мене охоплює непереборна слабкість. Я забув, що я тоді подумав. «Занадто пізно, занадто далеко…» або щось подібне. Я все ще слухав, стоячи нерухомо. Потім, повільно, під дощем, я пішов геть. Я нікому не сказав. (Камю, 314)
Незважаючи на те, що Кламенс вважає себе безкорисливим захисником слабких і нещасних, він просто ігнорує інцидент і продовжує свій шлях. Пізніше він пояснює, що не зробив нічого, швидше за все, тому, що це поставило б під загрозу його особисту безпеку.

Через кілька років після очевидного самогубства жінки з Королівського мосту — і, вочевидь, успішної спроби викреслити цю подію зі своєї пам'яті — Кламенс повертається додому одного осіннього вечора після особливо приємного робочого дня. Він зупиняється на порожньому Мості Мистецтв і замислюється:
Я був щасливий. День був хороший: сліпий чоловік, скорочення терміну покарання, на яке я сподівався, сердечне потискання руки мого клієнта, кілька щедрих вчинків, а після обіду блискуча імпровізація в компанії кількох друзів на тему жорстокості нашого правлячого класу і лицемірства наших лідерів. … Я відчув, як у мені піднімається величезне почуття сили і — не знаю, як це висловити — завершеності, яке звеселило моє серце. Я випростався і вже збирався запалити сигарету, сигарету задоволення, коли в цю саму мить за моєю спиною пролунав сміх" (Камю, 296).
Обернувшись, Кламенс виявляє, що сміх, звісно, був спрямований не на нього, а, ймовірно, походив від далекої розмови між друзями — такий раціональний хід його думки. Тим не менш, він розповідає нам, що «я все ще виразно чув його позаду себе, він долинав нізвідки, хіба що з води». Тому сміх викликає тривогу, бо одразу ж нагадує йому про його очевидну неспроможність щось зробити з жінкою, яка, ймовірно, втопилася багато років тому. Невдалий збіг обставин для Кламенса полягає в тому, що йому нагадують про це саме в той момент, коли він вітає себе з тим, що він така самовіддана людина. Більше того, сміх описується як «добрий, сердечний, майже дружній сміх», тоді як за мить він описує себе як володаря «доброго, сердечного борсука» (Камю, 297). Це означає, що сміх зародився всередині нього самого, додаючи ще один вимір до внутрішнього змісту сцени. Той вечір на Мості Мистецтв уособлює для Кламанса зіткнення його справжнього «я» з його роздутим образом «я», і остаточне усвідомлення власного лицемірства стає до болю очевидним.
Третій і останній інцидент розпочинає спіраль падіння Кламенса. Одного разу, чекаючи на світлофорі, Кламенс виявляє, що опинився в пастці за мотоциклом, який заглох перед ним, і не може продовжити рух, коли світло змінюється на зелене. Інші машини позаду нього починають сигналити, і Кламенс кілька разів ввічливо просить чоловіка прибрати мотоцикл з дороги, щоб інші могли його об'їхати, але з кожним повторенням прохання мотоцикліст стає все більш роздратованим і погрожує Кламенсу фізичною розправою.
Розлючений Кламенс виходить з машини, щоб зіткнутися з чоловіком, коли втручається хтось інший і «повідомляє мені, що я — покидьок, і що він не дозволить мені вдарити людину, у якої між ногами мотоцикл, а отже, вона перебуває в невигідному становищі» (Камю, 303-4). Кламенс повертається, щоб відповісти своєму співрозмовнику, коли раптом мотоцикліст б'є його по голові збоку, а потім набирає швидкість. Не відповівши співрозмовнику, Кламенс, вкрай принижений, просто повертається до свого автомобіля і їде геть. Пізніше він «сто разів» прокручує в голові те, що, на його думку, мав би зробити — а саме вдарити співрозмовника, потім погнатися за мотоциклістом і зіштовхнути його з дороги. Почуття образи гризе його, і Кламенс пояснює, що «після того, як мене прилюдно вдарили, а я не відреагував, я більше не міг плекати цю прекрасну картину про себе. Якби я був другом правди та інтелекту, за якого себе видавав, яке б значення мав для мене цей епізод? Його вже забули ті, хто був його свідком». (Камю, 305)
Таким чином, Кламенс приходить до висновку, що все його життя насправді було прожите в пошуках пошани, визнання та влади над іншими. Усвідомивши це, він більше не може жити так, як раніше.

### Криза
Спочатку Кламенс намагається протистояти відчуттю, що він жив лицемірно та егоїстично. Він сперечається з самим собою про свої попередні добрі вчинки, але швидко розуміє, що в цій суперечці він не може перемогти. Він розмірковує, наприклад, що кожного разу, коли він допомагав сліпому перейти вулицю — що йому особливо подобалося робити — він знімав капелюха перед ним. Оскільки сліпий, очевидно, не бачить цього визнання, Кламенс запитує: «Кому воно було адресоване? До публіки. Після того, як я зіграв свою роль, я б взяв свій уклін» (Камю, 301). В результаті він починає бачити себе дволиким і лицемірним.
Це усвідомлення прискорює емоційну та інтелектуальну кризу для Кламанса, якої він, до того ж, не в змозі уникнути тепер, коли виявив її; звук сміху, що вперше вразив його на Мості Мистецтв, поступово починає пронизувати все його існування. Насправді, Кламенс навіть починає сміятися над собою, коли відстоює в суді питання справедливості та чесності. Не в силах ігнорувати це, Кламенс намагається заглушити сміх, відкинувши своє лицемірство і зруйнувавши репутацію, яку він здобув завдяки йому.
Кламенс продовжує «руйнувати цю улесливу репутацію» (Камю 326), насамперед публічно висловлюючи коментарі, які, як він знає, будуть сприйняті як неприйнятні: каже жебракам, що вони «ганьблять людей», висловлює жаль, що не може тримати кріпаків і бити їх за своєю примхою, і оголошує про публікацію «маніфесту, що викриває гноблення, яке пригноблені завдають порядним людям». Насправді, Кламенс навіть заходить так далеко, що задумується штовхати сліпих на вулиці. «І з таємної, несподіваної радості, яку це давало мені, я усвідомлював, як сильно частина моєї душі ненавидить їх. Я планував проколоти шини інвалідних візків, піти і кричати „паршивий пролетарій“ під риштуваннями, на яких працювали робітники, бити немовлят у метро. … саме слово „справедливість“ викликало у мене дивні напади люті». (Камю, 325)
Однак, на розчарування і жах Кламенса, його зусилля в цьому напрямку виявляються неефективними, в основному через те, що багато людей навколо нього відмовляються сприймати його серйозно. Вони вважають неймовірним, що людина з його репутацією може говорити подібні речі і не жартувати. Зрештою, Кламенс усвідомлює, що його спроби висміяти самого себе можуть лише провалитися, а сміх продовжує гризти його. Це відбувається тому, що його дії так само нечесні: «Щоб запобігти сміху, я мріяв кинутись на загальне осміяння. Насправді, мова все ще йшла про те, щоб ухилитися від осуду. Я хотів привернути на свій бік тих, хто сміється, або, принаймні, поставити себе на їхній бік» (Камю, 325).
Зрештою, Кламенс реагує на свою емоційно-інтелектуальну кризу відходом від світу саме на таких умовах. Він закриває свою юридичну практику, уникає своїх колишніх колег зокрема та людей загалом і повністю поринає у безкомпромісну розпусту. Хоча людство може бути грубо лицемірним у тих сферах, з яких він відійшов, «жодна людина не лицемірить у своїх задоволеннях» (Камю, 311 — цитата за Семюелем Джонсоном). Розпуста (жінки та алкоголь) виявляється тимчасово ефективним засобом заглушити сміх — дошкульне відчуття власного лицемірства — бо, як він пояснює, це «повністю притуплює його розум». На жаль, він виявляється неспроможним підтримувати такий спосіб життя через особисті проблеми, які він описує наступним чином: «…моя печінка і виснаження настільки жахливе, що досі не покинуло мене (?)».

### Життя в Амстердамі
Останній з монологів Кламанса відбувається в його квартирі в (колишньому) єврейському кварталі і більш конкретно розповідає про події, які сформували його нинішній світогляд; у цьому відношенні його досвід під час Другої світової війни має вирішальне значення. З початком війни і падінням Франції Кламенс розглядає можливість приєднатися до французького Опору, але вирішує, що це було б, зрештою, марною справою. Він пояснює:
«Ця ідея здалася мені трохи божевільною… Особливо мені здається, що підземна робота не відповідала ні моєму темпераменту, ні моїй схильності до відкритої висоти. Мені здавалося, що мене просять ткати в підвалі дні і ночі поспіль, поки не прийдуть якісь нелюди, не витягнуть мене зі схованки, не розірвуть моє ткацтво, а потім не затягнуть до іншого підвалу, щоб забити до смерті. Я захоплювався тими, хто вдавався до такого героїзму глибин, але не міг їх наслідувати». (Камю, 342)

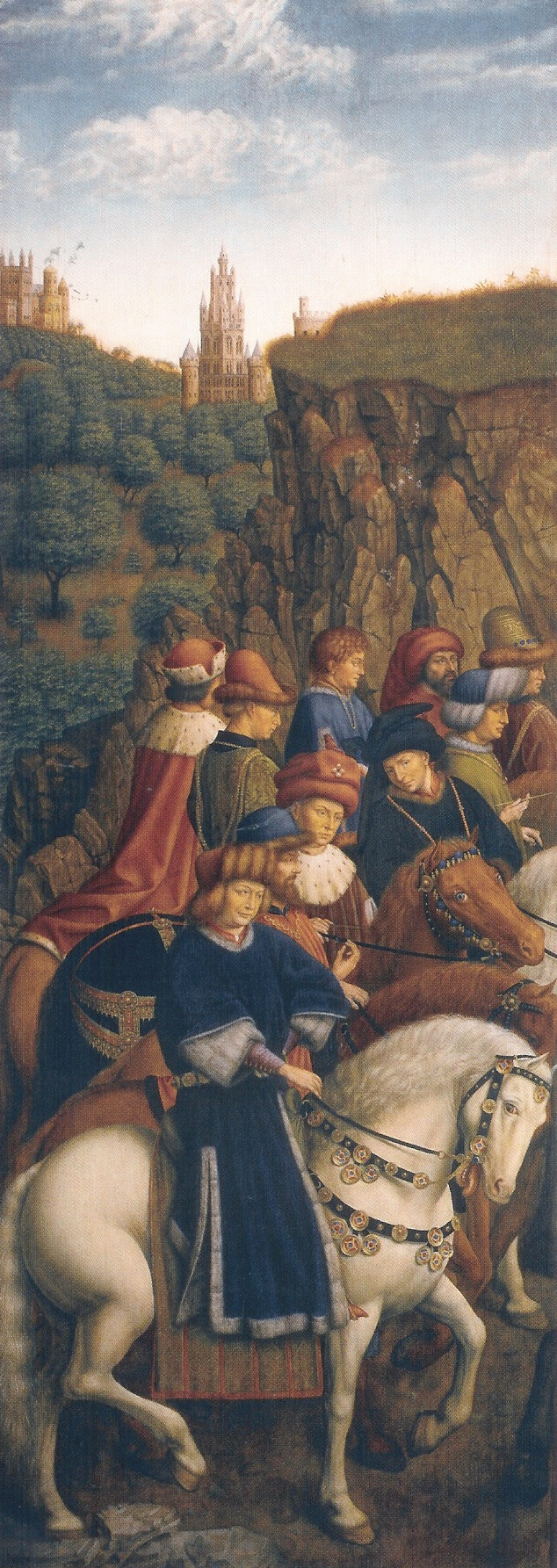
Копія полотна з Гентського вівтаря, відомого під назвою «The_Just_Judges» роботи Jef_Van_der_Veken. Оригінал був викрадений у 1934 році і так і не знайдений.

Натомість Кламенс вирішує втекти з Парижа до Лондона і вирушає туди непрямим шляхом, через Північну Африку; проте в Африці він зустрічає друга і вирішує залишитися і знайти роботу, врешті-решт оселившись у Тунісі. Але після висадки союзників в Африці Кламанса заарештовують німці і кидають до концентраційного табору — «головним чином заради безпеки», запевняє він сам себе (Камю, 343).
Під час інтернування Кламенс знайомиться з товаришем, представленим читачеві лише як «Дю Ґесклен», який воював у Громадянській війні в Іспанії, потрапив у полон до «католицького генерала», а тепер опинився в руках німців в Африці. Згодом цей досвід призвів до того, що чоловік втратив віру в Католицьку Церкву (а можливо, і в Бога). На знак протесту Дю Ґесклен оголошує про необхідність обрання нового Папи — того, хто «погодиться підтримувати в собі та в інших спільноту наших страждань» — з-поміж в'язнів табору. Як людина з «найбільшою кількістю недоліків», Кламенс жартома зголошується, але виявляє, що інші в'язні згодні з його призначенням. В результаті обрання «Папою Римським» Кламенс отримує певні повноваження над групою в'язнів, наприклад, розподіляти їжу і воду, вирішувати, хто і яку роботу буде виконувати. «Скажімо так, я замкнув коло, — зізнається він, — того дня, коли випив воду вмираючого товариша. Ні, ні, це не був Дю Гесклен; він уже був мертвий, я вважаю, бо надто сильно себе обмежував» (Камю 343-4).
Далі Кламенс розповідає історію про те, як до нього потрапила відома картина п'ятнадцятого століття, панно з Гентського вівтаря, відоме як «Справедливі судді». Одного вечора постійний відвідувач бару в Мехіко Сіті зайшов з безцінним полотном і продав його за пляшку дженерика бармену, який на деякий час вивісив картину на стіні свого бару. (На початку роману загадково вказано як на чоловіка, що продав картину, так і на місце на стіні, де вона висіла, яке зараз пустує). Однак Кламенс врешті-решт повідомляє бармену, що картина насправді викрадена, що її розшукує поліція кількох країн, і пропонує залишити її собі. Бармен одразу ж погоджується на пропозицію. Кламенс намагається виправдати своє володіння краденою картиною різними способами, насамперед тим, що «ці судді йдуть назустріч Агнцю, тому що немає більше ні Агнця, ні невинності, і тому що спритний негідник, який вкрав панно, був знаряддям невідомого правосуддя, якому не можна перешкоджати» (Камю, 346).
Нарешті, Кламенс використовує образи Гентського вівтаря та «Справедливих суддів», щоб пояснити свою самоідентифікацію як «судді, що кається». Це, по суті, є доктриною відмови від свободи як способу витримати страждання, нав'язані нам життям у світі без об'єктивної істини, а отже, в кінцевому рахунку, безглуздим. Зі смертю Бога ми також повинні прийняти ідею всезагальної вини і неможливості невинності. Аргумент Кламенса стверджує, дещо парадоксально, що свобода від страждань досягається лише через підкорення чомусь більшому, ніж ти сам. Через свою сповідь Кламенс постійно судить себе та інших, витрачаючи час на переконання оточуючих у власній безумовній провині. Роман закінчується на зловісній ноті: "Промов до себе слова, які через роки не перестають лунати в моїх ночах, і які я нарешті промовлю твоїми устами: «О, молода дівчино, кинься знову: „О дівчино, кинься знову у воду, щоб я міг вдруге врятувати нас обох!“ Вдруге, ех, яка необачність! А якщо б, шановний пане, хтось повірив нам на слово? Доведеться його виконати. Брр…! Вода така холодна! Але давайте заспокоїмо себе. Вже пізно, і завжди буде пізно. На щастя!»

## Історія публікацій
- 1956, La Chute (фр.), видавництво Gallimard у Парижі
- 1956, The Fall (англ.), переклад Джастіна О'Брайена[en], був опублікований видавництвами Alfred A. Knopf у Сполучених Штатах та Hamish Hamilton у Великій Британії.
- 2006, The Fall (англ.), переклад Робіна Басса, видавництво Penguin у Лондоні

#### Текст
- Камю, Альбер. (2004). Чума, падіння, вигнання і царство та вибрані есеї. Пер. Джастін О'Брайен. Нью-Йорк: Everyman's Library. ISBN 1-4000-4255-0

#### Додаткові джерела
- Аронсон, Рональд (2004). Камю і Сартр: Історія дружби та сварки, яка її поклала. Видавництво Чиказького університету. ISBN 0-226-02796-1.
- Ґалпін, Альфред (1958). «Данте в Амстердамі». Симпозіум 12: 65-72.
- Кінг, Адель (1962). "Структура і значення в «Падінні». PMLA 77 (5): 660—667.

## Додаткова література
- Барретто, Вісенте (1970). «Камю: життя і творчість». [s.L.]: Жозе Альваро, 1970.
- Ройс, Барбара К. (1966). «Падіння і Сен-Жене: Питання провини». Французький огляд 39 (5): 709—716.
- Віґґіані, Карл А. (1960). «Камю і падіння з невинності». Єльські французькі дослідження 25: 65-71.
- Вілер, Бертон М. (1982). «По той бік відчаю: „Падіння“ Камю та „Поклоніння ягняти“ Ван Ейка». Сучасна література 23 (3): 343—364.
- Чарні, Ной (2010). Викрадення містичного ягняти: правдива історія найбажанішого шедевру у світі.[en] PublicAffairs, 2010.